# Línea 1B (Urbanos de Pinto)
La línea 1B de la red de autobuses urbanos de Pinto es una línea circular que bordea la ciudad en el sentido contrario al de las agujas del reloj. El sentido contrario lo proporciona la línea 1A.

## Características
Esta ruta, creada el 16 de enero de 2023, hereda parte del recorrido de la antigua línea 2 (Circular Azul) suprimida desde 2011. Da servicio a gran parte de los barrios de Pinto, y establece su cabecera de regulación en la avenida de Juan Pablo II. Algunas expediciones tienen parada en el Tanatorio Cementerio.
La línea circula exclusivamente por el término municipal de Pinto. Como bien se expresa en la numeración interna del CRTM, recibe el número 1B113. El primer dígito corresponde a la línea, en este caso la línea 1B. Y los últimos tres dígitos corresponden al municipio por el que circula, en este caso 113 corresponde al municipio de Pinto.
La línea no mantiene los mismos horarios todo el año, desde el 1 al 31 de agosto se reducen el número de expediciones los días laborables entre semana (sábados laborables, domingos y festivos tienen los mismos horarios todo el año), además de los días excepcionales vísperas de festivo y festivos de Navidad en los que los horarios también cambian y se reducen.
Está operada por AISA mediante la concesión administrativa VCM-401 - Madrid – Aranjuez – Villarejo de Salvanés (Viajeros Comunidad de Madrid) del Consorcio Regional de Transportes de Madrid.

## Horarios

### 1 septiembre - 31 julio
| Lunes a viernes laborables               |             |             |             |             |             |             |          |             |             |             |             |             |             |             |             |       |    |
| L1B Circular: Av. Juan Pablo II > C/ Sur |             |             |             |             |             |             |          |             |             |             |             |             |             |             |             |       |    |
| 06                                       | 07          | 08          | 09          | 10          | 11          | 12          | 13       | 14          | 15          | 16          | 17          | 18          | 19          | 20          | 21          | 22    | 23 |
| 10 25 40 55                              | 10 25 40 55 | 10 25 40 55 | 10 25 40 55 | 10 25 40 55 | 10 25 40 55 | 10 25 40 55 | 10 25 40 | 05 20 35 50 | 05 20 35 50 | 05 20 35 45 | 05 15 35 45 | 05 15 35 50 | 05 20 35 50 | 05 20 35 50 | 05 20 35 50 | 20 50 |    |
| Sábados laborables                       |             |             |             |             |             |             |          |             |             |             |             |             |             |             |             |       |    |
| L1B Circular: Av. Juan Pablo II > C/ Sur |             |             |             |             |             |             |          |             |             |             |             |             |             |             |             |       |    |
| 06                                       | 07          | 08          | 09          | 10          | 11          | 12          | 13       | 14          | 15          | 16          | 17          | 18          | 19          | 20          | 21          | 22    | 23 |
|                                          | 15 45       | 15 45       | 15 45       | 15 45       | 15 45       | 15 45       | 15 45    | 15 45       | 15 45       | 15 45       | 15 45       | 15 45       | 15 45       | 15 45       | 15 45       | 15 45 | 15 |
| Domingos y festivos                      |             |             |             |             |             |             |          |             |             |             |             |             |             |             |             |       |    |
| L1B Circular: Av. Juan Pablo II > C/ Sur |             |             |             |             |             |             |          |             |             |             |             |             |             |             |             |       |    |
| 06                                       | 07          | 08          | 09          | 10          | 11          | 12          | 13       | 14          | 15          | 16          | 17          | 18          | 19          | 20          | 21          | 22    | 23 |
|                                          | 15 45       | 15 45       | 15 45       | 10 50       | 15 45       | 25 45       | 15 45    | 15 45       | 15 45       | 15 45       | 15 45       | 15 45       | 15 45       | 15 45       | 15 45       | 15 45 | 15 |

### 1 - 31 agosto
| Lunes a viernes laborables               |       |       |       |       |       |       |       |       |       |       |       |       |       |       |       |       |    |
| L1B Circular: Av. Juan Pablo II > C/ Sur |       |       |       |       |       |       |       |       |       |       |       |       |       |       |       |       |    |
| 06                                       | 07    | 08    | 09    | 10    | 11    | 12    | 13    | 14    | 15    | 16    | 17    | 18    | 19    | 20    | 21    | 22    | 23 |
| 15 45                                    | 15 45 | 15 45 | 15 45 | 15 45 | 15 45 | 15 45 | 15 45 | 15 45 | 15 45 | 15 45 | 15 45 | 15 45 | 15 45 | 15 45 | 15 45 | 15    |    |
| Sábados laborables                       |       |       |       |       |       |       |       |       |       |       |       |       |       |       |       |       |    |
| L1B Circular: Av. Juan Pablo II > C/ Sur |       |       |       |       |       |       |       |       |       |       |       |       |       |       |       |       |    |
| 06                                       | 07    | 08    | 09    | 10    | 11    | 12    | 13    | 14    | 15    | 16    | 17    | 18    | 19    | 20    | 21    | 22    | 23 |
|                                          | 15 45 | 15 45 | 15 45 | 15 45 | 15 45 | 15 45 | 15 45 | 15 45 | 15 45 | 15 45 | 15 45 | 15 45 | 15 45 | 15 45 | 15 45 | 15 45 | 15 |
| Domingos y festivos                      |       |       |       |       |       |       |       |       |       |       |       |       |       |       |       |       |    |
| L1B Circular: Av. Juan Pablo II > C/ Sur |       |       |       |       |       |       |       |       |       |       |       |       |       |       |       |       |    |
| 06                                       | 07    | 08    | 09    | 10    | 11    | 12    | 13    | 14    | 15    | 16    | 17    | 18    | 19    | 20    | 21    | 22    | 23 |
|                                          | 15 45 | 15 45 | 15 45 | 10 50 | 15 45 | 25 45 | 15 45 | 15 45 | 15 45 | 15 45 | 15 45 | 15 45 | 15 45 | 15 45 | 15 45 | 15 45 | 15 |

Paso por la Calle Sur aproximadamente 15 minutos después de su salida de la Avenida de Juan Pablo II. Duración del recorrido circular completo aproximadamente 30 minutos.

## Recorrido y paradas
| Código | Zona | Localidad | Denominación                                  | Líneas de la parada | Cercanías |
| --- | ---- | --------- | --------------------------------------------- | ------------------- | --------- |
| 20993 |      | Pinto     | Av. Juan Pablo II - Matilde Salvador          | 1B                  |           |
| 18467 |      | Pinto     | Manuel de Falla - Av. Juan Pablo II           | 427 1B              |           |
| 18464 |      | Pinto     | Manuel de Falla - Escuela de Música           | 427 1B              |           |
| 16457 |      | Pinto     | Av. Pintor Antonio López - Luis Feito         | 427 1B              |           |
| 15280 |      | Pinto     | Cataluña - Rioja                              | 471 1B              |           |
| 20996 |      | Pinto     | Castilla - Santo Ángel                        | 1B                  |           |
| 08049 |      | Pinto     | Av. Isabel La Católica - Fernando El Católico | 421 428 455 471 1B  |           |
| 08048 |      | Pinto     | Av. Isabel La Católica - Polideportivo        | 421 428 455 471 1B  |           |
| 06347 |      | Pinto     | Pza. Jaime Meric - Cristo                     | 421 428 471 1B      | Pinto     |
| 11136 |      | Pinto     | Cañada Real de Toledo - Pza. Las Mercedes     | 421 428 455 471 1B  |           |
| 08052 |      | Pinto     | Cañada Real de Toledo - Méjico                | 421 428 455 471 1B  |           |
| Parada de las expediciones con paso por el Tanatorio Cementerio                                               |      |           |                                               |                     |           |
| 19321 |      | Pinto     | Tanatorio Cementerio                          | 1B                  |           |
| Paradas del itinerario común                                                                                  |      |           |                                               |                     |           |
| La hora de paso por esta parada es aproximadamente 15 minutos después de salir de la Avenida de Juan Pablo II |      |           |                                               |                     |           |
| 08042 |      | Pinto     | Sur - Polideportivo                           | 421 428 455 1B      |           |
| 20995 |      | Pinto     | Pablo Picasso - Instituto                     | 1B                  |           |
| 20997 |      | Pinto     | Alpujarras - C. C. Plaza Éboli                | 1B                  |           |
| 20998 |      | Pinto     | Alpujarras - San Juan                         | 1B                  |           |
| 11283 |      | Pinto     | Cataluña - Aragón                             | 421 428 471 1B      |           |
| 12380 |      | Pinto     | Av. Europa - Luxemburgo                       | 421 428 1B          |           |
| 12381 |      | Pinto     | Pza. David Martí - Centro de Salud            | 421 428 1B          |           |
| 20999 |      | Pinto     | Asturias - Piscina                            | 1B                  |           |
| 21006 |      | Pinto     | Hispanidad - P.º de Las Artes                 | 1B                  |           |
| 18463 |      | Pinto     | P.º de Las Artes - Francisco Barbieri         | 421 428 1B          |           |
| 21086 |      | Pinto     | Av. Juan Pablo II - Manuel de Falla           | 1B                  |           |
| 20993 |      | Pinto     | Av. Juan Pablo II - Matilde Salvador          | 1B                  |           |